# Kurt Vogelsang
Kurt Vogelsang (* 4. August 1925 in Gadderbaum; † 5. Oktober 2015) war vom 13. Dezember 1972 bis 18. Februar 1987 über vier Wahlperioden Mitglied des Deutschen Bundestages. Er wurde bei den Bundestagswahlen 1972, 1976 und 1983 über die Landesliste der Sozialdemokratischen Partei Deutschlands (SPD) in Nordrhein-Westfalen gewählt. Bei der Bundestagswahl 1980 gewann er das Direktmandat im Wahlkreis Bielefeld.

## Leben
Vogelsang absolvierte eine Ausbildung aus Werkzeugmacher und trat nach Kriegsteilnahme und Gefangenschaft 1950 in die SPD ein. Im Rahmen seiner Mitgliedschaft bei der IG Metall war er von 1963 bis 1981 Erster Bevollmächtigter deren Verwaltungsstelle in Bielefeld. Während seiner Zugehörigkeit zum Bundestag war er Kinderbeauftragter des Parlaments. 1995 erhielt er den Ehrenring der Stadt Bielefeld.
Klaus Vogelsang war in der Nr. 43 der Informationen zur Abrüstung (der „Kampagne für Abrüstung“ [KfA]) von Mitte Februar 1967 als Kontaktperson für den Regionalausschuss Ostwestfalen/Lippe (Bielefeld) der KfA genannt.
Klaus Vogelsang war 1967 Gründungsmitglied des Arbeitskreises Blumen für Stukenbrock, welcher sich für die Erinnerung an die Kriegsgefangenen des Stalag 326 einsetzt.

## Ämter
- 1952–1963: Sekretär der IG Metall
- 1963–1981: Erster Bevollmächtigter der IG Metall in Bielefeld
- 1965–1976: Mitglied im Bundesvorstand der IG Metall
- 1972–1987: Mitglied des Deutschen Bundestages
- 1973–1989: Vorsitzender der Deutsch-Polnischen Gesellschaft
- 1977–1992: Mitglied der Universitätsgesellschaft
- 1978–1996: Vorsitzender des Vereins zur Förderung des Berufsausbildung
- 1980–1987: Vorsitzender des Arbeiter-Samariter-Bundes (ASB) in Bielefeld
- 1987–1991: Mitglied im Bundesvorstand des Deutschen Kinderschutzbundes